# 엑시덴탈 러브
《엑시덴탈 러브》(영어: Accidental Love)는 2015년 공개된 미국의 로맨틱 코미디 영화이다.

## 출연
- 제시카 빌
- 제이크 질런홀
- 캐서린 키너
- 제임스 마즈든
- 트레이시 모건
- 폴 루번스
- 베벌리 디앤절로
- 커트 풀러
- 맬린다 윌리엄스
- 데이비드 램지
- 커스티 앨리
- 제임스 브롤린
- 빌 헤이더

## 기타 제작진
- 공동 제작: 제프 G. 왁스먼
- 미술: 주디 베커
- 세트: 비라 밀스
- 의상: 마리실비 더보
- 분장: 휘트니 제임스, 데즈니 J. 홀랜드, 퍼트리샤 매컬헤이니 글래서
- 헤어: 캔디 L. 워컨
- 제작 관리: 트레이시 랜던
- 조감독: 리사 C. 사트리아노